# 1987-es Formula–1 világbajnokság
Az 1987-es Formula–1-es szezon volt a 38. FIA Formula–1 világbajnoki szezon. 1987. április 12-étől november 15-éig tartott, összesen tizenhat futamon keresztül.
A világbajnoki címet, harmadszor és utoljára, Nelson Piquet szerezte meg, annak ellenére, hogy egész idényben csak háromszor nyert, csapattársa, Nigel Mansell pedig hatszor. Mansellnek a japán nagydíj szabadedzésén történt balesetével értek ismét véget világbajnoki álmai. Ebben az idényben a hagyományos, atmoszferikus nyomáson működő szívómotoros autóknak külön bajnokságokat írtak ki: a Jim Clark-kupát a legjobb pilótának és a Colin Chapman-kupát a csapatoknak. Előbbit Jonathan Palmer, utóbbit a Tyrrell csapat nyerte meg.
1976 óta ez volt az első idény, hogy a Renault semmilyen formában nem volt jelen, és 1963 óta ugyancsak az első idény, amikor csak egyetlen gumiszállító volt, a Goodyear személyében.

## Csapatok és versenyzők
| Csapat                          | Konstruktőr            | Modell           | Motor                                         | Rajtszám | Pilóta             | Versenyek |
| ------------------------------- | ---------------------- | ---------------- | --------------------------------------------- | -------- | ------------------ | --------- |
| Marlboro McLaren International  | McLaren-TAG            | MP4/3            | TAG-Porsche TTE PO1 1,5L V6 turbó             | 1        | Alain Prost        | Mind      |
| Marlboro McLaren International  | McLaren-TAG            | MP4/3            | TAG-Porsche TTE PO1 1,5L V6 turbó             | 2        | Stefan Johansson   | Mind      |
| Tyrrell Racing Organisation     | Tyrrell-Ford           | DG016            | Ford-Cosworth DFZ 3,5L V8 szívó               | 3        | Jonathan Palmer    | Mind      |
| Tyrrell Racing Organisation     | Tyrrell-Ford           | DG016            | Ford-Cosworth DFZ 3,5L V8 szívó               | 4        | Philippe Streiff   | Mind      |
| Williams Grand Prix Engineering | Williams-Honda         | FW11B            | Honda RA167E 1,5L V6 turbó                    | 5        | Nigel Mansell      | 1–15      |
| Williams Grand Prix Engineering | Williams-Honda         | FW11B            | Honda RA167E 1,5L V6 turbó                    | 6        | Nelson Piquet      | Mind      |
| Motor Racing Developments       | Brabham-BMW            | BT56             | BMW M12/13 1,5L soros négyhengeres turbó      | 7        | Riccardo Patrese   | 1–15      |
| Motor Racing Developments       | Brabham-BMW            | BT56             | BMW M12/13 1,5L soros négyhengeres turbó      | 7        | Stefano Modena     | 16        |
| Motor Racing Developments       | Brabham-BMW            | BT56             | BMW M12/13 1,5L soros négyhengeres turbó      | 8        | Andrea de Cesaris  | Mind      |
| West Zakspeed Racing            | Zakspeed               | 861              | Zakspeed 1500/4 1,5L soros négyhengeres turbó | 9        | Martin Brundle     | Mind      |
| West Zakspeed Racing            | Zakspeed               | 861              | Zakspeed 1500/4 1,5L soros négyhengeres turbó | 10       | Christian Danner   | Mind      |
| Camel Team Lotus                | Lotus-Honda            | 99T              | Honda RA166E 1,5L V6 turbó                    | 11       | Nakadzsima Szatoru | Mind      |
| Camel Team Lotus                | Lotus-Honda            | 99T              | Honda RA166E 1,5L V6 turbó                    | 12       | Ayrton Senna       | Mind      |
| El Charro Team AGS              | AGS-Ford               | JH22             | Ford-Cosworth DFZ 3,5L V8 szívó               | 14       | Pascal Fabre       | 1–14      |
| El Charro Team AGS              | AGS-Ford               | JH22             | Ford-Cosworth DFZ 3,5L V8 szívó               | 14       | Roberto Moreno     | 15–16     |
| Leyton House March Racing Team  | March-Ford             | 87P 871          | Ford-Cosworth DFZ 3,5L V8 szívó               | 16       | Ivan Capelli       | Mind      |
| Arrows Racing Team              | Arrows-Megatron        | A10              | Megatron M12/13 1,5L soros négyhengeres turbó | 17       | Derek Warwick      | Mind      |
| Arrows Racing Team              | Arrows-Megatron        | A10              | Megatron M12/13 1,5L soros négyhengeres turbó | 18       | Eddie Cheever      | Mind      |
| Benetton Formula                | Benetton-Ford          | B187             | Ford TEC 1,5L V6 turbó                        | 19       | Teo Fabi           | Mind      |
| Benetton Formula                | Benetton-Ford          | B187             | Ford TEC 1,5L V6 turbó                        | 20       | Thierry Boutsen    | Mind      |
| Osella Squadra Corse            | Osella-Alfa Romeo      | FA1I             | Alfa Romeo 890T 1,5L V8 turbó                 | 21       | Alex Caffi         | Mind      |
| Osella Squadra Corse            | Osella-Alfa Romeo      | FA1I             | Alfa Romeo 890T 1,5L V8 turbó                 | 22       | Gabriele Tarquini  | Mind      |
| Osella Squadra Corse            | Osella-Alfa Romeo      | FA1I             | Alfa Romeo 890T 1,5L V8 turbó                 | 22       | Franco Forini      | 11–13     |
| Minardi Team                    | Minardi-Motori Moderni | M187             | Motori Moderni Tipo 615-90 1,5L V6 turbó      | 23       | Adrián Campos      | Mind      |
| Minardi Team                    | Minardi-Motori Moderni | M187             | Motori Moderni Tipo 615-90 1,5L V6 turbó      | 24       | Alessandro Nannini | Mind      |
| Equipe Ligier                   | Ligier-Megatron        | JS29 JS29B JS29C | Megatron M12/13 1,5L soros négyhengeres turbó | 25       | René Arnoux        | 2–16      |
| Equipe Ligier                   | Ligier-Megatron        | JS29 JS29B JS29C | Megatron M12/13 1,5L soros négyhengeres turbó | 26       | Piercarlo Ghinzani | 2–16      |
| Scuderia Ferrari                | Ferrari                | F1/87            | Ferrari Tipo 033D 1,5L V6 turbó               | 27       | Michele Alboreto   | Mind      |
| Scuderia Ferrari                | Ferrari                | F1/87            | Ferrari Tipo 033D 1,5L V6 turbó               | 28       | Gerhard Berger     | Mind      |
| Larrousse & Calmels F1          | Lola-Ford              | LC87             | Ford-Cosworth DFZ 3,5L V8 szívó               | 29       | Yannick Dalmas     | 14–16     |
| Larrousse & Calmels F1          | Lola-Ford              | LC87             | Ford-Cosworth DFZ 3,5L V8 szívó               | 30       | Philippe Alliot    | 2–16      |
| Coloni Racing                   | Coloni-Ford            | FC187            | Ford-Cosworth DFZ 3,5L V8 szívó               | 32       | Nicola Larini      | 11,13     |

### Csapatváltozások
- A Renault kivonult az 1986-os idény végén a sportágból mint motorszállító is. Három csapatnak is új motorok után kellett néznie.
  - A Lotus Honda-motorokra váltott, de csak az egy évvel korábbi specifikációjúakat kaphatták meg.
  - A Tyrrell, tudván, hogy a turbómotorok hamarosan úgyis be lesznek tiltva, inkább visszaváltott a Ford-Cosworth szívómotorokra.
  - A Ligier csapat megállapodott az Alfa Romeóval, hogy az ő új fejlesztésű, 415T típusmegjelölésű turbómotorjaikat fogják használni, amellyel a sokat fogyasztó és gyenge 890T motort akarták leváltani. René Arnoux azonban dehonesztáló megjegyzéseket tett a motorra, ami elég volt az egyébként is a sportágból történő kiszállást fontolgató Alfa Romeónak, hogy felbontsa a szerződést. A motor nélkül maradt Ligiernek ki is kellett hagynia az évadnyitó versenyt, majd az Arrows csapattal kötött megállapodás alapján átcímkézett, nem gyári támogatású BMW-motorokat (Megatron) kaptak, és abból sem a legjobbakat.

- AZ AGS csapat a Ford-Cpsworth DFZ motorokat kezdte el használni.
- A Benetton is aláírt egy kizárólagossági szerződést a Forddal, méghozzá arról, hogy a TEC típusmegjelölésűű turbómotorjukat csak ők használhatják. Korábban ezek az egységek a Haas Lola csapat autóiba kerültek. Abban bíztak, hogy a különlegesen megtervezett egységeket majd nem sújtja akkora hátrány, mint a többiekét, akiknek a szabályváltozások miatt le kellett fojtania a motorjukat.
- A McLaren csapatától a Ferrarihoz igazolt John Barnard tervező, akinek a helyére a Brabhamtől érkezett Gordon Murray, valamiint a Williamstől Neil Oatley.
- Az Arrows leigazolta a Haas Lola korábbi vezető tervezőjét, Ross Brawnt. A csapatnak motort szállító BMW a sportágból történő kivonulását készítette elő, és már csak a Brabham csapatnak nyújtott gyári támogatást. Az Arrows főszponzora, az USF&G megvette a még elérhető maradék motort és Megatron névre keresztelte. Ezekből kapott később a Ligier is.

### Szezonközi változások
- Az új szabályok, amelyek betiltották a turbómotorokat, és így egyszerűbbé és olcsóbbá tették a részvételt, számtalan potenciális csapat figyelmét felkeltették. Közülük az első a Scuderia Coloni volt, amely ebben az idényben még csak két versenyen vett részt.

### Pilótaváltozások
- Keke Rosberg visszavonult, a helyét a McLarennél Stefan Johannson vette át, akinek a helyére Gerhard Berger ült a Ferrariba.
- Debütált Nakadzsima Szatoru a Lotus színeiben. Az ő szerződtetéséhez a Honda ragaszkodott.
- Martin Brundle és Jonathan Palmer csapatot cseréltek. Brundle a Zakspeed, Palmer a Tyrrell pilótája lett.
- Mivel az Osella csapat jobbára a fizetős pilótákból élt, idény közben Gabriele Tarquini és Franco Forini is beülhetett az autóikba.
- Az idény közben benevező Coloni csapat színeiben debütált Nicola Larini.
- Yannick Dalmas Mexikótól kezdve a Larrousse & Calmels csapat második autóját vezethette.
- A rossz eredmények miatt az AGS két futammal a vége előtt kirúgta Pascal Fabre-t és helyette leigazolta Roberto Morenót.
- Riccardo Patrese, akinek 1988-ra már élő szerződése volt a Williamsszel, az utolsó futamon beülhetett Mansell helyére. Őt Stefano Modena pótolta a Brabhamnél.

## Szabályváltozások
Mivel már tudni lehetett, hogy 1989-től betiltják a turbómotorokat, az FIA további szabálymódosításokat eszközölt, hogy egyszerűbbé és vonzóbbá tegye a csapatok számára a váltást.
- A szívómotoros autók esetében a hengerűrtartalom az eddigi 3 literről 3,5 literesre emelkedett.
- Míg a turbómotoros autók legfeljebb 195 liter üzemanyagot használhattak egy futam során, a szívómotoros csapatok esetében semmilyen korlátozás nem volt.
- A turbónyomást 4 barban maximalizálták. Ezt a szabályok szerint úgy lehetett elérni, hogy a szelepek ezen nyomás felett egyszerűen nem működtek, a motor leszabályozta saját magát. Emiatt a turbómotorok körülbelül 300 lóerővel lettek gyengébbek, mint az előző évben, ettől azonban nemigen lettek lassabbak, mert az aerodinamika és a gumikopás terén a csapatok fejlesztéseket eszközöltek, ami minimalizálta a teljesítmény elvesztése miatti hátrányt.

Az FIA betiltotta továbbá a szuperlágy gumikat, amiket az időmérő edzéseken használtak és legfeljebb két kört bírtak.

## A szezon menete

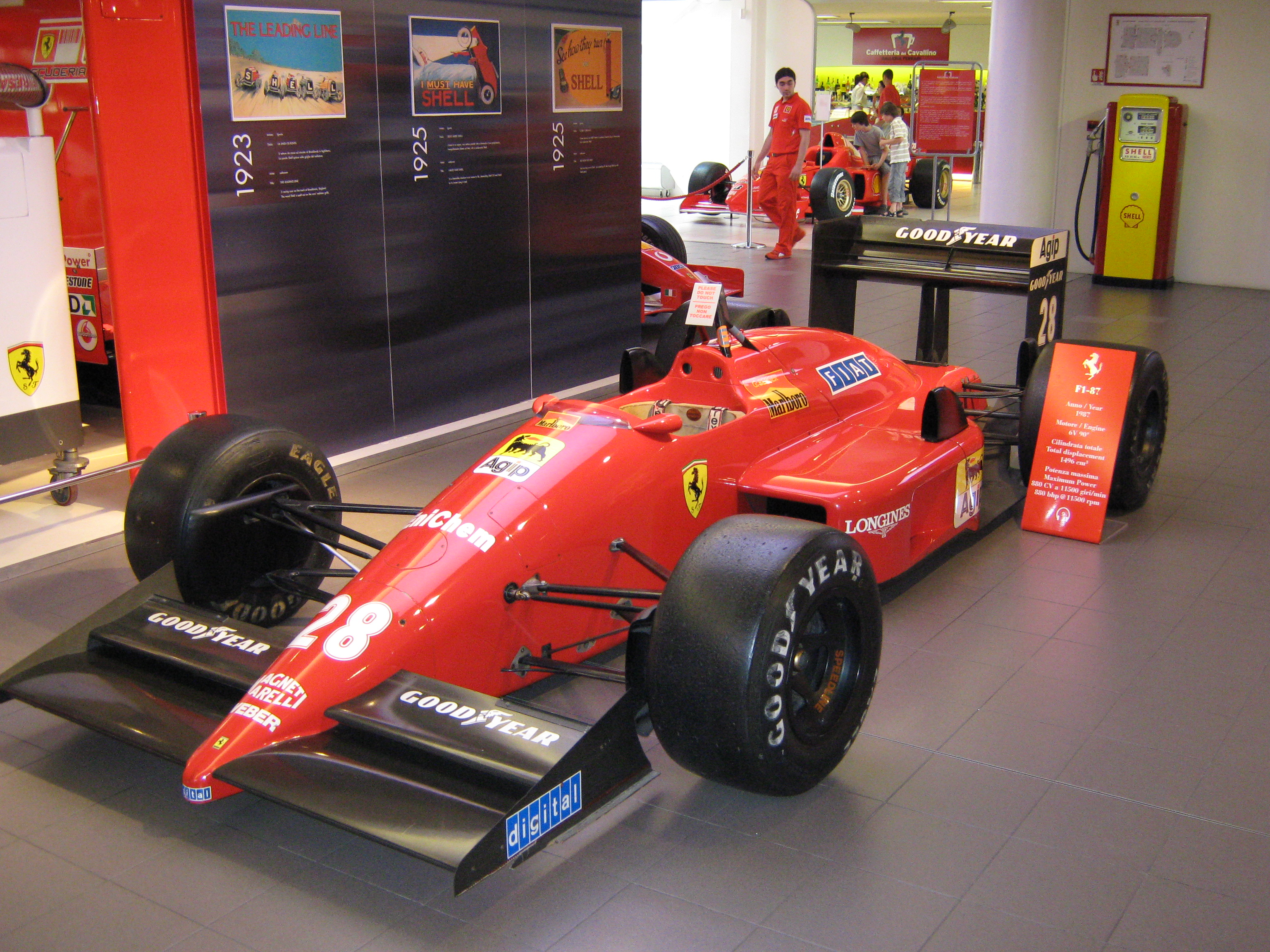
Ferrari F1-87

A brazil nagydíj volt a szezon legelső versenye. A Ligier csapat, motorok hiányában, részt sem tudott venni, a March csapat pedig késlekedett az új autójával, ezért a 87P nevű, Formula–3000-es autóból átépített versenyautóval kísérleteztek, nem sok sikerrel. Az időmérő edzésén Mansell és Piquet az első két helyen, utánuk Senna, Fabi és Prost következett a rajtrácson.
A rajt után Piquet szerezte meg a vezetést a jól induló Senna előtt. Mansell rossz rajtja után visszazárkózott a harmadik helyre. A 7. körben Piquet kiállt a boxba, hogy kitisztítsák a hűtőjét, melybe papír került, majd Mansell is hasonló okkal állt ki. Sennáé lett így a vezetés, de autója nehéz kezelhetősége miatt kiállt szerelőihez, így Prost vette át az első helyet. Míg a francia csak kétszer állt ki boxba, addig riválisai háromszor. Mansell versenyét egy defekt tette tönkre, míg Senna motorhibával állt ki, így Prost győzött Piquet, Johansson és Berger, Boutsen és Mansell előtt.
A San Marinó-i nagydíjon már a Ligier és a Larrousse csapat is részt vett, a March és a Zakspeed elkészült az új autójával, a Ligier autóiba Megatron-motorok kerültek, az Osella pedig két versenyzőt állított ki. Az időmérő edzésen Piquet hatalmas balesetet szenvedett a Tamburello-kanyarban, amikor defekt miatt a falnak ütközött, emiatt nem vehetett részt a vasárnapi versenyen.
Senna Lotus-Hondája indult az első helyről, Mansell, Fabi és Prost előtt. Senna vezetett a rajt után, azonban a 2. körben Mansell a Tosa-kanyarban megelőzte, majd egyre nagyobb előnnyel vezetett. A 6. körben Prost megelőzte Sennát, de a 15. körben generátora meghibásodása miatt kiesett. Sennát megelőzte Alboreto, majd Riccardo Patrese mindkettőjüket megelőzte a Brabhammel. Az utolsó körökben az olasz visszaesett, mivel túl sok üzemanyagot használt el, így Alboreto visszavette a második helyet. Senna őt is megelőzte, így a brazil végzett a második helyen a győztes Mansell mögött. Alboreto harmadik, Johansson negyedik lett. Ötödik helyével Brundle megszerezte a Zakspeed első pontjait.
A belga nagydíjon ismét Mansell Williams-Hondája indult az első helyről, a brit közel másfél másodperc előnnyel győzött Piquet, Senna, Berger és Alboreto előtt. A rajtnál Mansell megtartotta a vezetést Senna, Piquet, Alboreto és Prost előtt. A második körben Philippe Streiff elveszítette uralmát Tyrrellje felett a Raidillon-kanyarban, és a korlátnak csapódott. Az ütközéstől a motor kiszakadt az autóból, ezután Jonathan Palmer érkezett a másik Tyrrell-lel, és csapattársa autójának roncsába ütközött. A versenyt megszakították, bár egyik versenyző sem sérült meg. Az újraindításnál Senna került az élre, azonban a kör felénél Mansell megpróbálta megelőzni. A két autó összeütközött, mindketten kicsúsztak. Sennával ellentétben Mansell tovább tudott haladni. Ennek következményeként Piquet vezetett, Mansell a mezőny végén a 17. körig versenyben maradt, ekkor autójának sérülése miatt kiállt. Miután Piquet motorhiba miatt, Alboreto az erőátvitel meghibásodása miatt esett ki, Prost került az élre. A második helyen ekkor Boutsen haladt, Johansson azonban megelőzte a 17. körben. Boutsent később megelőzte Andrea de Cesaris (Brabham-BMW), majd a belga technikai hiba kiesett. A negyedik helyen így Eddie Cheever végzett Arrows-zal. Johansson második helyének köszönhetően a McLaren kettős győzelmet aratott. De Cesaris végzett a harmadik helyen, de az utolsó körben a célegyenesben leállt az üzemanyag kifogyása miatt, azonban mögötte már mindenki körhátrányban volt, így megtarthatta a pozícióját.
Monacóba a mezőny különösebb változások nélkül érkezett, csak aggódó hangok voltak, akik a 26 autó egyszerre történő elrajtolása miatti balesetveszélytől tartottak. Mansell indult a pole-ból, majd a rajt után megtartotta első helyét a második Senna és a harmadik Piquet előtt. A 29. körig változatlan volt az élen autózók sorrendje, amikor Mansell lelassult, majd kiesett a turbófeltöltő meghibásodása miatt. Senna így az élre állt és győzött, Piquet a második, Prost a harmadik helyre jött fel. Alain Prost a 75. körben motorhiba miatt feladni kényszerült a versenyt, így végül Alboreto lett a harmadik. Senna az aktív felfüggesztésű autók első győzelmét szerezte.
Miután a kanadai nagydíj a szponzorok vitája miatt elmaradt, a következő versenyt Detroitban rendezték. Mansell győzött az időmérő edzésen Senna és Piquet előtt. A rajtnál az angol megtartotta a vezetést, majd fokozatosan elszakadt Sennától, míg a középmezőnyben Johansson, Warwick, Nakadzsima, Capelli is baleset ütközés részese volt. A harmadik helyen haladó Piquet nehezen tudta védeni pozícióját Cheever elől, a brazil egyik kereke nekikoccant a falnak, ezért ki kellett állnia a boxba új gumikért. Cheevert ezután Fabi támadta, majd a 7. körben összeütköztek. Fabival ellentétben Cheever folytatni tudta a versenyt a mezőny végén. Prost megelőzte az előtte haladó Boutsent, Alboreto váltóhiba miatti kiesése után pedig a harmadik helyre jött fel. Mansell boxkiállásánál probléma lépett fel az egyik kerékrögzítő anyánál, aki így 10 másodpercet veszített, ezzel Senna megelőzte. Piquet folyamatosan zárkózott fel a mezőnyben, Prost megelőzése után a lábgörcstől szenvedő Mansell mögé érkezett. Mansellt végül Piquet, Prost és Berger is megelőzte. Senna győzött Piquet és Prost előtt. Mögöttük Berger, Mansell és a felzárkózó Cheever szerzett pontot.

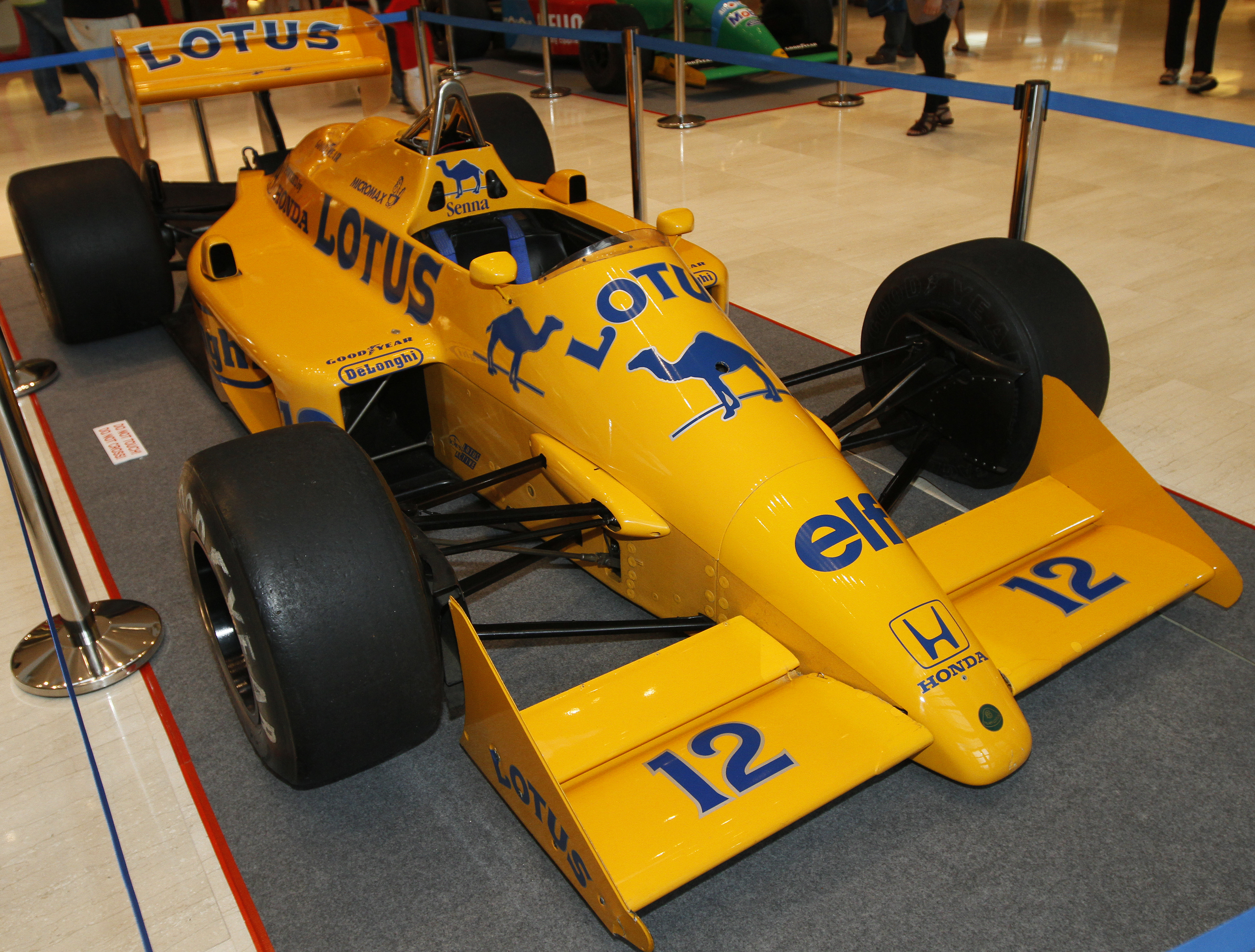
Lotus 99T

A francia nagydíjon Mansell és Prost indult az első sorból, Senna és Piquet előtt. Mansell jól rajtolt, így megtartotta a vezetést, míg Piquet a hátsó egyenesben megelőzte Prost McLarenjét, így a két Williams haladt az élen. A 19. körben Piquet elveszítette a második helyezést Prost. A boxkiállások során azonban Piquet Prost és Mansell elé tért vissza. Nigel visszavette a második helyet, majd Piquet mögé érkezett. A 46. körben a vezető brazil hibázott, és túl szélesen vett egy kanyart, így Mansell állt az élre. A brit megnyerte a versenyt Piquet, Prost és Senna előtt.
Silverstone-ban tovább folytatódott a Williams két pilótájának belháborúja. Ezúttal Piquet szerezte meg az első rajthelyet Mansell, Senna és Prost előtt. Az osellás Ghinzanit kizárták, mert az autójából kifogyott az üzemanyag a pályán, a pályamunkások pedig betolták és még meg is tankolták. Prost jobban rajtolt, mint a két Williams, így az élre állt. Piquet azonban már a második kanyarban visszaelőzte, majd Mansell is lehagyta. Mindkét Williams kerékcsere nélkül tervezte a futam teljesítését, azonban Mansell erős vibrációval küzdött, ezért kiállt a boxba új gumikért. 28 körrel a leintés előtt 29 másodperces hátránnyal tért vissza a pályára Piquet mögé. Ettől kezdve Mansell az új gumikon gyorsan zárkózott fel csapattársára, összesen 11-szer döntötte meg a pályacsúcsot. Az utolsó körökben utolérte, majd a 63. körben megelőzte csapattársát a Stowe-kanyarban, egy különleges előzési manőverrel. A Williamsek olyan jók voltak, hogy száraz körülmények mellett adtak az egész mezőnynek egy kört - igaz, Mansell autójából a levezető körön elfogyott az üzemanyag, a motor pedig megadta magát. Mansell győzött hazai versenyén Piquet, Senna és Nakadzsima előtt, így az első négy helyen mind Honda-motoros autó ért célba.
A német nagydíjra úgy érkezett a mezőny, hogy Piquet vezette a bajnokságot, a második Senna volt négy, a harmadik Mansell, kilenc pont hátránnyal. Az időmérő edzésén Mansell nyert Senna, Prost és Piquet előtt. A rajt elrontotta a brit, így a vezetést Senna vette át. A brazil nem sokáig tudott az élen maradni, Mansell és Prost a második, Piquet a harmadik körben előzte meg. Prost utolérte Mansell, a 7. körben pedig az élre állt. Mansell motorja a 25. körben tönkrement, így Piquet a második helyre jött fel. Senna kétszer állt ki a boxba autója nehéz irányíthatósága miatt, emiatt visszaesett a mezőnyben. Úgy tűnt, Prost megnyeri a versenyt, de 4 körrel a leintés előtt elektromos hiba miatt kiesett. Ennek köszönhetően Piquet győzött Johansson és a körhátrányban célbaérő Senna előtt. A negyedik és ötödik helyen Streiff és Palmer Tyrrellje végzett, hatodikként pedig Alliot a Larrousse-Lolával. Rengeteg kieső volt, a 26 autóból csak hét fejezte be a versenyt, Brundle-t pedig nem is rangsorolták a hetedik helyen, mert tíz kört kapott.
A magyar nagydíj hétvégéjén Senna közölte csapatával, hogy a következő évtől a McLarenhez igazol, Prost mellé. A Lotusnál gyorsan léptek, és leszerződtették Piquet-t, aki elégedetlen volt amiatt, hogy Frank Williamstől nem kapta meg az egyes számú pilóta státuszt. Az időmérőn Mansellé lett az első rajtkocka, Berger a második lett, Piquet a harmadik, Prost a negyedik, míg a másik ferraris, Alboreto az ötödik helyet szerezte meg. A rajtot követően Mansell az élen maradt, Berger viszont nem startolt jól, így Piquet elment az osztrák mellett, aki azonban az első kanyarban, a külső íven visszavette pozícióját. A brazil ezután Alboretónak köszönhetően elvesztette harmadik helyét, s a két Ferrari elkezdte üldözni Mansellt. A negyedik Sennát Prost, Boutsen és Johansson követte. Berger rövidreszabott versenye a 14. körben a differenciálmű meghibásodása miatt végetért. Ezáltal Alboreto feljött a második helyre, míg Piquet a harmadikra, aki a 29. körben megelőzte az olaszt. Ekkor Senna a negyedik, Boutsen az ötödik, Prost pedig a hatodik helyen autózott. A sorrend a 44. körig nem változott, ekkor Alboretónak motorhiba miatt fel kellett adnia a versenyt. Ezt követően Prost megelőzte Boutsent, majd a 71. körben, öt körrel a leintés előtt az élen álló Mansell elvesztette autója jobb hátsó kerekét rögzítő csavarját, így kiállni kényszerült. A győzelem így Piquet-é lett, akit Senna, Prost, Boutsen, Patrese és Warwick követett.
Az osztrák nagydíj előtt Piquet előnye kényelmes volt a bajnokságban Senna előtt, Mansell és Prost pedig nagyon le voltak maradva. Mansell esélyeit csökkentette, hogy a futam előtt húzták ki a bölcsességfogát. Piquet indult a pole-ból, Mansell, Berger és Boutsen előtt. Johansson az edzésen nagy sebességnél elütött egy szarvast, de a versenyen el tudott indulni a svéd, noha megrepedt a bordája. A pálya biztonsága már az egész hétvégén téma volt, főleg a túl keskeny boxutcára volt rengeteg panasz. A rajtnál Piquet eljött Fabi előtt, de a versenyt szinte rögtön meg is állították piros zászlóval, mert Martin Brundle Zakspeedje megcsúszott, a falnak ütközött, majd onnan visszapattanva többen is belerohantak. Új rajtot rendeltek el, ekkor Piquet megint jól rajtolt, de ezúttal Mansell kezdett el lassulni, majd váratlanul az őt előzni próbáló Berger is. Emiatt feltorlódott mögöttük a mezőny, és többen összeütköztek. Patrese eltalálta Cheevert, akibe Johansson rohant hátulról, belé pedig Brundle. A baleset miatt Ghinzani hatalmasat fékezett, belé pedig Caffi és Capelli ütközött, de érintett volt még a balesettel Alliot, Danner és Streiff is. Végül Jonathan Palmer Tyrrelljébe ütközött Fabre. Természetesen újra piros zászlóval szakították meg a versenyt. Meglepő módon a harmadik rajtnál  csak Streiff nem állt már fel, viszont összesen hat versenyző indult a boxutcából. Senna a rajtnál nehezen indult el, de mindenki ki tudta kerülni, Piquet megtartotta a vezetést Boutsen, Berger, Mansell és Fabi előtt. A mezőny végén Senna, Prost és Alboreto elkezdett felzárkózni. Berger turbója meghibásodott, majd Boutsen állt ki váltóhiba miatt. Ezután a két Williams haladt az élen a harmadik Fabi előtt. A 21. körben Mansell a lekörözésekkor az élre állt, majd győzött csapattársa előtt. Az egymással harcoló Senna és Alboreto ütközött, Sennának emiatt vezetőszárnyat kellett cserélnie. Mivel kipufogócsövének problémája miatt Alboreto kiesett, Senna ötödikként végzett a harmadik Fabi és negyedik Boutsen mögött. Ezt követően tíz évig nem rendeztek osztrák nagydíjat.

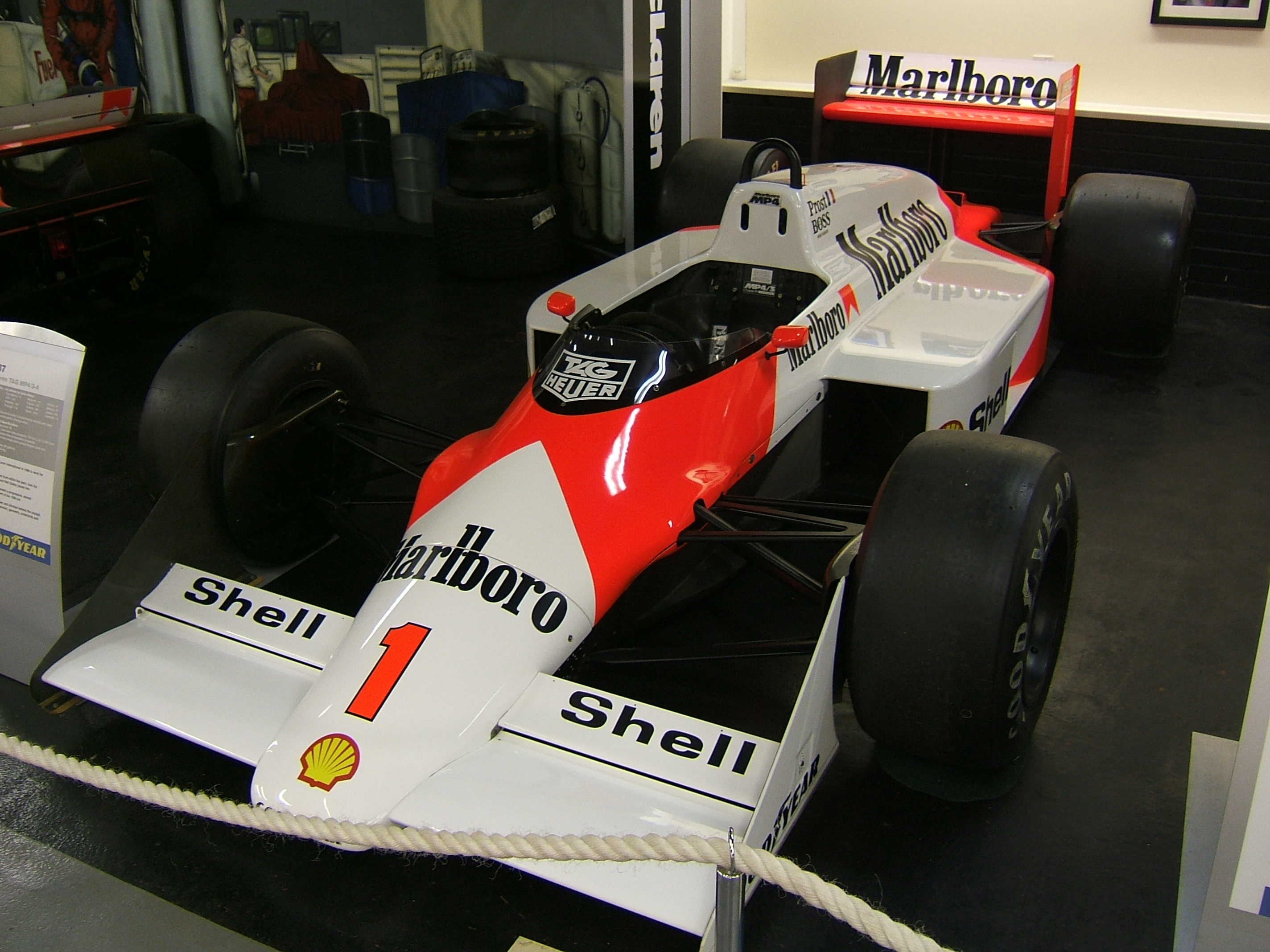
McLaren MP4/3

Az olasz nagydíjon történt egy pár érdekes bejelentés. Megérkezett a Coloni csapat, az Osella pedig újra két autóval indult. A Honda bejelentette, hogy a jövő évtől kezdve a Williams helyett a McLarent fogja motorokkal ellátni, pedig még egy évig élt a szerződésük. Ez felvetett bizonyos kérdéseket, ugyanis köztudomású volt, hogy Piquet a következő évben Honda-motoros autót fog vezetni, Mansell viszont nem, és felmerült a gyanúja, hogy a két pilótát nem kezelik egyformán. A Williams Monzában alkalmazta először az aktív felfüggesztést, egyelőre csak Piquet autójában. A brazil megszerezte a pole-t Mansell és Senna előtt. Mansell jobban rajtolt, de az egyik sebességváltást elrontotta, így Piquet fordult elsőként az első kanyarban. A második kör elején Berger megpróbálta megelőzni Mansellt, de összeütköztek, így a második hely Boutsené lett. Mansell a 17. körben megelőzte Bergert, majd Boutsent is. A boxkiállásáok után Senna került az élre, Monacóhoz és Detroithoz hasonlóan itt is kerékcsere nélkül próbálta teljesíteni a futamot. A 43. körben Piercarlo Ghinzani Ligier-jének lekörözésekor a Parabolicában a kavicságyba csúszott, Piquet pedig megelőzte. Senna megpróbálta visszavenni a vezetést, de elhasználódott gumijai ezt nem tették lehetővé, így Piquet mögött végzett 2 másodperccel. Mansell harmadik, Berger negyedik, Boutsen ötödik lett.
Portugáliában Berger szerezte meg a pole-t a feljavult Ferrarival Mansell, Prost és Piquet előtt. A rajtnál Mansellé lett a vezetés, mögötte Alboreto Piquet Williamsével ütközött, majd még több versenyző is belebonyolódott az ütközésbe. A versenyt piros zászlóval megszakították, az új rajt után is Mansell vezetett, de Berger az első kör végén visszavette az első helyet. Piquet megelőzte a harmadik helyért Sennát, Mansell pedig a 14. motorhiba miatt kiállt. Senna lelassult, majd a boxba hajtott elektronikus probléma miatt. A boxkiállások után Prost jött fel a második helyre Piquet és Fabi elé. Prost a verseny végéig utolérte Bergert, és nyomás alatt tartotta. Az osztrák hibázott és kicsúszott a 68. körben, így csak második lett a győztes Prost mögött. Piquet harmadik, Fabi negyedik lett. Prost a 28. futamgyőzelmével megdöntötte Jackie Stewart korábbi 27 győzelmes rekordját, és egészen 2001-ig a legtöbb futamgyőzelemmel rendelkező pilóta volt.
Jerezben Piquet szerezte meg a pole-t csapattársa, és a két Ferrari: Berger és Alboreto előtt. Bár a rajtnál Piquet megtartotta a vezetést, Mansell már az első kör végén megelőzte, majd a brit egyre nagyobb előnnyel vezetett. A harmadik helyen Senna haladt, aki úgy döntött, nem áll ki kereket cserélni. A boxkiállások után Mansell elegendő előnyének köszönhetően Senna elé tért vissza, Piquet viszont csak a negyedik helyen haladt Senna és Prost mögött. Megpróbálta megelőzni a franciát, de ez nem sikerült, és a hatodik helyre esett vissza. Senna kiállás nélküli taktikája nem volt kifizetődő, elhasználódott gumijai miatt Piquet, Boutsen, Prost, majd Johansson is megelőzte. Piquet és Boutsen (megcsúszás) is hibázott a verseny hátralévő részében, így a győztes Mansell mögött Prost végzett a második, Johansson pedig a harmadik helyen.
A mexikói nagydíj előtt Piquet 18 ponttal vezette a bajnokságot Mansell előtt, a harmadik Senna már elveszítette esélyét a bajnoki címre. A Williamsnél állt a bál, a két pilótájuk közt hatalmas volt a feszültség, és mivel kétesélyessé vált a bajnoki cím, semmit nem tehettek, hogy megzabolázzák őket, ugyanis nem fenyegetett azzan a veszélye, mint az előző évben, hogy egy nevető harmadik húz hasznot a rivalizálásukból. Az időmérő edzés során, az egyenetlen felületű pálya miatt Mansell és Senna is balesetet szenvedett. A pole-ból Mansell indult Berger, Piquet és Boutsen előtt. Mansell a rajtot elrontotta, így Berger, Boutsen, Piquet és Prost is megelőzte. Az első kanyarban Piquet és Prost összeakadt, mindketten megcsúsztak. Míg Prost kiesett, Piquet folytatni tudta a versenyt. Az élen Boutsen megelőzte Bergert, de gyújtáskihagyás miatt lelassult, végül elektronikai hiba miatt kiesett. 6 körrel később Berger motorja is tönkrement. Ezt követően Mansell haladt az élen Senna, Patrese és Piquet előtt. Dereck Warwick nagy balesetet szenvedett az utolsó kanyarban, ezért a versenyt félbeszakították. A futam végeredményét a két részidő összegéből alakították ki. Az új rajt után Piquet állt az élre, de Mansell nem szakadt le tőle, így a brazilnak nem volt esélye a győzelemre. Az utolsó körökben Senna kicsúszott, így Piquet a második helyen végzett a győztes Mansell mögött. Patrese harmadik, Cheever negyedik lett.
1977 után a Formula–1 visszatért Japánba (Szuzukába), Piquet 12 ponttal vezette a bajnokságot Mansell előtt, de már volt 11 pontszerzése, és az akkori szabályok szerint csak a legjobb 11 eredményt számították be a végeredménybe. Mindez azt jelentette, hogy ha Mansell meg tudja nyerni a hátralévő két futamot, akkor ő a világbajnok. A brit azonban az egyik edzésen a gumifalnak csapódott és gerincsérülést szenvedett, emiatt az évad hátralévő részében már nem versenyezhetett. A pénteki napot kórházban töltötte, majd szombaton este visszarepült Európába. Nelson Piquet ezzel bebiztosította a harmadik világbajnoki címét is. Mivel Piquet már nem kockáztatott, Berger indult az első helyről Prost, Boutsen és Alboreto előtt. Az osztrák jól rajtolt, majd dominálva megnyerte a versenyt. Bár Boutsen a verseny elején támadta Bergert, később visszaesett Senna, Piquet és Johansson mögé. Piquet motorhiba miatt kiesett a verseny végén, így Berger, Senna és Johansson mögött a negyedik helyen Alboreto ért célba.
Mansell sérülése miatt a Williams leigazolta Patresét az utolsó nagydíjra, valamint a következő évre. A Brabhamnél Stefano Modena kapta meg Patrese helyét. Az előző futamot megnyerő Berger ismét a pole-ból indult az ausztrál nagydíjon Prost, Piquet és Senna előtt. Akárcsak Japánban, az osztrák itt is a rajttól a célig vezetve győzött. A boxkiállások után Senna a második, Alboreto a harmadik helyre jött fel. Prost és Piquet is fékhiba miatt volt kénytelen feladni a futamot. A verseny után a bíróság úgy ítélte meg, hogy a Senna Lotus-Hondájának fékvezetékei szélesebbek a szabályok által megengedettnél, így a brazilt kizárták. Ennek köszönhetően Boutsen a harmadik, Palmer a negyedik helyen végzett. A Ferrari az 1985-ös kanadai nagydíj óta először aratott kettős győzelmet.
Az egyéni világbajnokságot Piquet nyerte 76 ponttal a 61 pontos Mansell és az 57 pontot szerző Senna előtt. A konstruktőrök között a Williams-Honda győzött 137 ponttal a McLaren (76 pont) és a Lotus (64 pont) előtt.

## Nagydíjak
| #   | Verseny                | Dátum          | Pálya              | Győztes pilóta | Győztes csapat | Összefoglaló |
| --- | ---------------------- | -------------- | ------------------ | -------------- | -------------- | ------------ |
| 437 | brazil nagydíj         | Április 12.    | Jacarepaguá        | Alain Prost    | McLaren-TAG    | Összefoglaló |
| 438 | San Marinó-i nagydíj   | Május 3.       | Imola              | Nigel Mansell  | Williams-Honda | Összefoglaló |
| 439 | belga nagydíj          | Május 17.      | Spa-Francorchamps  | Alain Prost    | McLaren-TAG    | Összefoglaló |
| 440 | monacói nagydíj        | Május 31.      | Monaco             | Ayrton Senna   | Lotus-Honda    | Összefoglaló |
| 441 | kelet-amerikai nagydíj | Június 21.     | Detroit            | Ayrton Senna   | Lotus-Honda    | Összefoglaló |
| 442 | francia nagydíj        | Július 5.      | Paul Ricard        | Nigel Mansell  | Williams-Honda | Összefoglaló |
| 443 | brit nagydíj           | Július 12.     | Silverstone        | Nigel Mansell  | Williams-Honda | Összefoglaló |
| 444 | német nagydíj          | Július 26.     | Hockenheimring     | Nelson Piquet  | Williams-Honda | Összefoglaló |
| 445 | magyar nagydíj         | Augusztus 9.   | Hungaroring        | Nelson Piquet  | Williams-Honda | Összefoglaló |
| 446 | osztrák nagydíj        | Augusztus 16.  | Österreichring     | Nigel Mansell  | Williams-Honda | Összefoglaló |
| 447 | olasz nagydíj          | Szeptember 6.  | Monza              | Nelson Piquet  | Williams-Honda | Összefoglaló |
| 448 | portugál nagydíj       | Szeptember 20. | Estoril            | Alain Prost    | McLaren-TAG    | Összefoglaló |
| 449 | spanyol nagydíj        | Szeptember 27. | Jerez              | Nigel Mansell  | Williams-Honda | Összefoglaló |
| 450 | mexikói nagydíj        | Október 18.    | Hermanos Rodríguez | Nigel Mansell  | Williams-Honda | Összefoglaló |
| 451 | japán nagydíj          | November 1.    | Suzuka             | Gerhard Berger | Ferrari        | Összefoglaló |
| 452 | ausztrál nagydíj       | November 15.   | Adelaide           | Gerhard Berger | Ferrari        | Összefoglaló |

- A belga és a monacói nagydíj helyet cseréltek.
- A spanyol nagydíjat április közepéről szeptember végére rakták.
- Tíz év kihagyás után visszatért a japán nagydíj, november elején.
- A kanadai nagydíjat június közepén rendezték volna, de két nagy szponzor, a Labatt és a Morson sörgyárak vitája miatt végül elmaradt.

## Bajnokság végeredménye

### Versenyzők
Pontozás:
| Helyezés | 1. | 2. | 3. | 4. | 5. | 6. | 7.-20. |
| -------- | -- | -- | -- | -- | -- | -- | ------ |
| Pont     | 9  | 6  | 4  | 3  | 2  | 1  | 0      |

Pontokat az első hat versenyző szerzett, a Colin Chapman-kupában és a Jim Clark-kupában akként számolva, hogy az illető a szívómotoros autójával milyen relatív pozícióban végzett. Az egyéni világbajnokságba csak a legjobb 11 eredményt számították be.
| Helyezés | Versenyző          | BRA | SMR | BEL | MON | USE | FRA | GBR | GER | HUN | AUT | ITA | POR | ESP | MEX | JPN | AUS | Pont |
| -------- | ------------------ | --- | --- | --- | --- | --- | --- | --- | --- | --- | --- | --- | --- | --- | --- | --- | --- | ---- |
| 1        | Nelson Piquet      | 2   | NI  | Ki  | 2   | 2   | 2   | 2   | 1   | 1   | 2   | 1   | 3   | 4   | 2   | 15  | Ki  | 76   |
| 2        | Nigel Mansell      | 6   | 1   | Ki  | Ki  | 5   | 1   | 1   | Ki  | 14  | 1   | 3   | Ki  | 1   | 1   | NI  |     | 61   |
| 3        | Ayrton Senna       | Ki  | 2   | Ki  | 1   | 1   | 4   | 3   | 3   | 2   | 5   | 2   | 7   | 5   | Ki  | 2   | KIZ | 57   |
| 4        | Alain Prost        | 1   | Ki  | 1   | 9   | 3   | 3   | Ki  | 7   | 3   | 6   | 15  | 1   | 2   | Ki  | 7   | Ki  | 46   |
| 5        | Gerhard Berger     | 4   | Ki  | Ki  | 4   | 4   | Ki  | Ki  | Ki  | Ki  | Ki  | 4   | 2   | Ki  | Ki  | 1   | 1   | 36   |
| 6        | Stefan Johansson   | 3   | 4   | 2   | Ki  | 7   | 8   | Ki  | 2   | Ki  | 7   | 6   | 5   | 3   | Ki  | 3   | Ki  | 30   |
| 7        | Michele Alboreto   | 8   | 3   | Ki  | 3   | Ki  | Ki  | Ki  | Ki  | Ki  | Ki  | Ki  | Ki  | 15  | Ki  | 4   | 2   | 17   |
| 8        | Thierry Boutsen    | 5   | Ki  | Ki  | Ki  | Ki  | Ki  | 7   | Ki  | 4   | 4   | 5   | 14  | 16  | Ki  | 5   | 3   | 16   |
| 9        | Teo Fabi           | Ki  | Ki  | Ki  | 8   | Ki  | 5   | 6   | Ki  | Ki  | 3   | 7   | 4   | Ki  | 5   | Ki  | Ki  | 12   |
| 10       | Eddie Cheever      | Ki  | Ki  | 4   | Ki  | 6   | Ki  | Ki  | Ki  | 8   | Ki  | Ki  | 6   | 8   | 4   | 9   | Ki  | 8    |
| 11       | Jonathan Palmer    | 10  | Ki  | Ki  | 5   | 11  | 7   | 8   | 5   | 7   | 14  | 14  | 10  | Ki  | 7   | 8   | 4   | 7    |
| 12       | Nakadzsima Szatoru | 7   | 6   | 5   | 10  | Ki  | HN  | 4   | Ki  | Ki  | 13  | 11  | 8   | 9   | Ki  | 6   | Ki  | 7    |
| 13       | Riccardo Patrese   | Ki  | 9   | Ki  | Ki  | 9   | Ki  | Ki  | Ki  | 5   | Ki  | Ki  | Ki  | 13  | 3   | 11  | 9   | 6    |
| 14       | Andrea de Cesaris  | Ki  | Ki  | 3   | Ki  | Ki  | Ki  | Ki  | Ki  | Ki  | Ki  | Ki  | Ki  | Ki  | Ki  | Ki  | 8   | 4    |
| 15       | Philippe Streiff   | 11  | 8   | 9   | Ki  | Ki  | 6   | Ki  | 4   | 9   | Ki  | 12  | 12  | 7   | 8   | 12  | Ki  | 4    |
| 16       | Derek Warwick      | Ki  | 11  | Ki  | Ki  | Ki  | Ki  | 5   | Ki  | 6   | Ki  | Ki  | 13  | 10  | Ki  | 10  | Ki  | 3    |
| 17       | Philippe Alliot    |     | 10  | 8   | Ki  | Ki  | Ki  | Ki  | 6   | Ki  | 12  | Ki  | Ki  | 6   | 6   | Ki  | Ki  | 3    |
| 18       | Martin Brundle     | Ki  | 5   | Ki  | 7   | Ki  | Ki  | HN  | HN  | Ki  | KIZ | Ki  | Ki  | 11  | Ki  | Ki  | Ki  | 2    |
| 19       | Ivan Capelli       | NI  | Ki  | Ki  | 6   | Ki  | Ki  | Ki  | Ki  | 10  | 11  | 13  | 9   | 12  | Ki  | Ki  | Ki  | 1    |
| 20       | René Arnoux        |     | NI  | 6   | 11  | 10  | Ki  | Ki  | Ki  | Ki  | 10  | 10  | Ki  | Ki  | Ki  | Ki  | Ki  | 1    |
| 21       | Roberto Moreno     |     |     |     |     |     |     |     |     |     |     |     |     |     |     | Ki  | 6   | 1    |
| 22       | Yannick Dalmas     |     |     |     |     |     |     |     |     |     |     |     |     |     | 9   | 14  | 5   | 0*   |
| 23       | Christian Danner   | 9   | 7   | Ki  | KIZ | 8   | Ki  | Ki  | Ki  | Ki  | 9   | 9   | Ki  | Ki  | Ki  | Ki  | 7   | 0    |
| 24       | Piercarlo Ghinzani |     | Ki  | 7   | 12  | Ki  | Ki  | KIZ | Ki  | 12  | 8   | 8   | Ki  | Ki  | Ki  | 13  | Ki  | 0    |
| 25       | Pascal Fabre       | 12  | 13  | 10  | 13  | 12  | 9   | 9   | Ki  | 13  | HN  |     |     | Ki  |     |     |     | 0    |
| 26       | Alessandro Nannini | Ki  | Ki  | Ki  | Ki  | Ki  | Ki  | Ki  | Ki  | 11  | Ki  | 16  | 11  | Ki  | Ki  | Ki  | Ki  | 0    |
| 27       | Alex Caffi         | Vi  | 12  | Ki  | Ki  | Ki  | Ki  | Ki  | Ki  | Ki  | Ki  | Ki  | Ki  | NK  | Ki  | Ki  | NK  | 0    |
| 28       | Adrián Campos      | KIZ | Ki  | Ki  | NI  | Ki  | Ki  | Ki  | Ki  | Ki  | Ki  | Ki  | Ki  | 14  | Ki  | Ki  | Ki  | 0    |
| —        | Franco Forini      |     |     |     |     |     |     |     |     |     |     | Ki  | Ki  |     |     |     |     | 0    |
| —        | Nicola Larini      |     |     |     |     |     |     |     |     |     |     | NK  |     | Ki  |     |     |     | 0    |
| —        | Gabriele Tarquini  |     | Ki  |     |     |     |     |     |     |     |     |     |     |     |     |     |     | 0    |
| —        | Stefano Modena     |     |     |     |     |     |     |     |     |     |     |     |     |     |     |     | Ki  | 0    |

Dalmas nem szerezhetett pontokat, mert a Larrousse-Lola csapat csak egy autóval nevezett.

### Jim Clark-kupa (az atmoszferikus nyomású autók pilótáinak)
| Helyezés | Pilóta           | BRA | SMR | BEL | MON | DET | FRA | GBR | GER | HUN | AUT | ITA | POR | ESP | MEX | JPN | AUS | Pontok |
| -------- | ---------------- | --- | --- | --- | --- | --- | --- | --- | --- | --- | --- | --- | --- | --- | --- | --- | --- | ------ |
| 1        | Jonathan Palmer  | 1   | KI  | KI  | 1   | 1   | 2   | 1   | 2   | 1   | 3   | 3   | 2   | KI  | 2   | 1   | 1   | 95     |
| 2        | Philippe Streiff | 2   | 1   | 2   | KI  | KI  | 1   | KI  | 1   | 2   | KI  | 1   | 3   | 2   | 3   | 2   | KI  | 74     |
| 3        | Philippe Alliot  |     | 2   | 1   | KI  | KI  | KI  | KI  | 3   | KI  | 2   | KI  | KI  | 1   | 1   | KI  | KI  | 43     |
| 4        | Ivan Capelli     | NI  | KI  | KI  | 2   | KI  | KI  | KI  | KI  | 3   | 1   | 2   | 1   | 3   | Ret | KI  | KI  | 38     |
| 5        | Pascal Fabre     | 3   | 3   | 3   | 3   | 2   | 3   | 2   | KI  | 4   | NR  | DNQ | DNQ | KI  | DNQ |     |     | 35     |
| 6        | Roberto Moreno   |     |     |     |     |     |     |     |     |     |     |     |     |     |     | KI  | 3   | 4      |
| —        | Yannick Dalmas   |     |     |     |     |     |     |     |     |     |     |     |     |     | 4   | 3   | 2   | 0      |
| —        | Nicola Larini    |     |     |     |     |     |     |     |     |     |     | DNQ |     | KI  |     |     |     | 0      |

Dalmas nem szerezhetett pontokat, mert a Larrousse-Lola csapat csak egy autóval nevezett.

### Konstruktőrök
| Helyezés | Konstruktőr                       | Modell      | Motor                                 | Gumi | Győzelem | Dobogós hely | Pole | Leggy. kör | Pont |
| -------- | --------------------------------- | ----------- | ------------------------------------- | ---- | -------- | ------------ | ---- | ---------- | ---- |
| 1        | Williams-Honda                    | FW11B       | Honda RA167E                          | G    | 9        | 18           | 12   | 7          | 137  |
| 2        | McLaren-TAG                       | MP4/3       | TAG Porsche P01                       | G    | 3        | 12           |      | 2          | 76   |
| 3        | Lotus-Honda                       | 99T         | Honda RA166E                          | G    | 2        | 8            | 1    | 3          | 64   |
| 4        | Ferrari                           | F1-87       | Ferrari 033D                          | G    | 2        | 6            | 3    | 3          | 53   |
| 5        | Benetton-Ford                     | B187        | Ford GBA                              | G    |          | 2            |      | 1          | 28   |
| 6        | Tyrrell-Ford                      | DG016       | Ford Cosworth DFZ                     | G    |          |              |      |            | 11   |
| 7        | Arrows-Megatron                   | A10         | (BMW) Megatron M12/13                 | G    |          |              |      |            | 11   |
| 8        | Brabham-BMW                       | BT56        | BMW M12/13                            | G    |          | 2            |      |            | 10   |
| 9        | Lola-Ford                         | LC87        | Ford Cosworth DFZ                     | G    |          |              |      |            | 5    |
| 10       | Zakspeed                          | 861B 871    | Zakspeed 1500/4                       | G    |          |              |      |            | 2    |
| 11       | AGS-Ford                          | JH22        | Ford Cosworth DFZ                     | G    |          |              |      |            | 1    |
| 12       | Ligier-Alfa Romeo Ligier-Megatron | JS29B JS29C | Alfa Romeo 415T (BMW) Megatron M12/13 | G    |          |              |      |            | 1    |
| 13       | March-Ford                        | 87P 871     | Ford Cosworth DFZ                     | G    |          |              |      |            | 1    |
| 14       | Osella-Alfa Romeo                 | FA1I FA1G   | Alfa Romeo 890T                       | G    |          |              |      |            |      |
| 15       | Minardi-Motori Moderni            | M86         | Motori Moderni Tipo 615-90            | G    |          |              |      |            |      |
| 16       | Coloni-Ford                       | FC187       | Ford Cosworth DFZ                     | G    |          |              |      |            |      |

### Colin Chapmankupa (az atmoszferikus nyomásos motorú autóknak)
| Helyezés | Konstruktőr  | Pont |
| -------- | ------------ | ---- |
| 1        | Tyrrell-Ford | 169  |
| 2        | Lola-Ford    | 50   |
| 3        | AGS-Ford     | 41   |
| 4        | March-Ford   | 38   |
| 5        | Coloni-Ford  | 0    |